# Choerry
Choerry（韓語：최리，2001年6月4日—）本名為崔𣫙冧（：／ Choi Ye rim），韓國女歌手，出生於韩国京畿道富川市，曾為Blockberry Creative旗下女子团体本月少女的成员之一，也是本月少女固定子团体本月少女 Odd Eye Circle和企劃子团体ViRryVes的一员。2017年7月28日Choerry以单曲专辑《Choerry》先行个人出道，是本月少女成员中第八个被公开身份的成员，并在2018年8月19日随本月少女以《+ +》团体出道。2023年1月，與所屬公司Blockberry Creative的訴訟勝訴，並離開本月少女。現為Modhaus旗下團體ARTMS成員。

## 早年生活
Choerry在2001年6月4日出生于韩国京畿道富川市。Choerry小学就读于富川市城谷洞的如月小学，在8岁时曾经在MBC《幻想的同桌》登台，并表演了孫淡妃的歌曲《周五的夜晚》。Choerry的高中时期是在诚信女子中学度过的，并在2020年1月毕业。

## 演艺生涯
当地时间2017年7月12日0时，Blockberry Creative在其官方主页和社交媒体上公开了Choerry的预告照，也是被公开的第八名未来组合成员。公司同时表示其个人专辑预计将于同月发布。28日，Blockberry Creative公开了Choerry的个人单曲专辑《Choerry》音源和主题曲〈Love Cherry Motion〉的MV。主题曲是由丹麦作曲团队Deekay的作曲家丹尼尔·奥比·克莱恩制作，MV则是在济州岛取景。该专辑除主打曲外，还收录了Choerry和真率共同演唱的收录曲〈Puzzle〉。
9月19日，Blockberry Creative公开了由Kim Lip、真率和Choerry组成的新固定子团体本月少女 Odd Eye Circle的预告照和MV预告，并表示将在21日开始发售其专辑《Mix & Match》。21日公司释出了专辑主题曲〈Girl Front〉的MV，该MV是在洛杉矶取景的。Choerry当日在Mnet节目M! Countdown与另外两位Odd Eye Circle成员完成了其初舞台，也是OEC的出道舞台。10月31日，Odd Eye Circle《Mix & Match》的改版专辑《Max & Match》和主题曲〈Sweet Crazy Love〉的MV公开。12月13日，Blockberry Creative突然公开了由Choerry、Vivi和Yves组成的企划组合ViRryVes，并发表数位单曲〈The Carol 2.0〉。
2018年8月19日，在12名成员全部被公开后，Choerry作为本月少女成员在首尔漢南洞举行了出道舞台，并正式以本月少女的成员身份出道。2020年10月23日，Choerry与歌手A-FLOW的合作单曲〈You〉公开。
2023年3月17日，與經紀公司Modhaus簽訂專屬合約。

## 音乐作品

### 单曲专辑
| 單曲 | 專輯資料                                                          | 曲目                                 |
| ---- | ----------------------------------------------------------------- | ------------------------------------ |
| 1st  | 《Choerry》 - 發行日期：2017年7月28日 - 語言：韓語 - 銷量：10,675 | 曲目 1. Love Cherry Motion 2. Puzzle |

### 单曲
| 〈Love Cherry Motion〉           | 2017 | 《Choerry》 |
| 作為特別演唱                     |      |             |
| 〈You〉 （A-FLOW，Feat.Choerry） | 2020 | 数位单曲    |